# Bomberman '94
Bomberman '94 (ボンバーマン'94?, Bonbāman Nintī Fō) è un videogioco d'azione della serie Bomberman sviluppato e pubblicato da Hudson Soft il 10 dicembre 1993 per PC Engine esclusivamente in Giappone. In seguito fu riprogrammato da Westone che lo ripubblicò per Sega Mega Drive con il titolo Mega Bomberman dove giunse anche in Occidente. La versione originale per PC Engine è stata in seguito distribuita per i servizi Virtual Console di Wii nel 2006 e PlayStation Network di PlayStation 3 e PlayStation Portable nel 2009.
Il gioco presenta una modalità giocatore singolo nella quale il giocatore deve percorrere dei livelli ambientati in alcuni labirinti, eliminando le creature in essi presenti tramite le bombe, ed una multigiocatore dove i contendenti dovranno sconfiggersi a vicenda tramite le proprie armi.
La conversione per Mega Drive presenta alcune differenze come meno opzioni nel multigiocatore ed alcune musiche di sottofondo diverse (come ad esempio la traccia del livello Jammin' Jungle fu riciclata da quella della prima zona presente in Super Bomberman 4 mentre nella versione per la console SEGA il brano è differente).
Un'ulteriore conversione uscì per i telefoni cellulari nel 2008 dove assunse il titolo Bomberman '08.

## Trama
Gli abitanti di Bomber Planet vivono in pace protetti dai cinque spiriti finché il malvagio Bagular e la sua armata di robot danno il via ad un'invasione. Gli Spirit Pictures, la fonte dei poteri magici degli spiriti, viene distrutta, provocando così la divisione del pianeta in cinque differenti parti. Bomberman si reca sul luogo per ripristinare gli Spirit Pictures e riassemblare il mondo.

## Modalità di gioco
Il gioco è diviso in sei aree chiamate rispettivamente: Jammin' Jungle, Vexin' Volcano, Slammin' Sea, Crankin' Castle, Thrashin' Tundra e la tana degli asteroidi di Bagular che dovranno essere percorse nel classico stile della serie, ovvero quello di liberare i labirinti dai blocchi e dai nemici facendo uso delle bombe. Dato l'assenza di una porta per un quinto gamepad, la versione per Mega Drive supporta un massimo di quattro giocatori anziché cinque. Questo è il primo capitolo della serie a presentare White Bomberman con il suo design moderno, inoltre vengono introdotti per la prima volta i Louies, animali somiglianti a canguri dotati di poteri diversi a seconda del colore del loro manto, con cui il protagonista diventerà amico e che lo aiuteranno in più occasioni facendosi cavalcare dall'eroe.

## Accoglienza
| Testata         | Versione | Giudizio |
| --------------- | -------- | -------- |
| EGM             | MD       | 6.5/10   |
| Next Generation | MD       | [ 19 ]   |

GamePro diede una recensione positiva alla versione per Mega Drive, riassumendo "Nuovi livelli, nuovi nemici, e molti altri nuovi ritocchi rendono questo gioco uno dei migliori bomber di sempre". I recensori approvarono molto i nuovi livelli ed i potenziamenti degli animali. Lo staff di Electronic Gaming Monthly si divise per quanto riguarda il giudizio generale: Ed Semrad e Sushi-X ripeterono le stesse cose affermate da GamePro, dicendo che i nuovi livelli ed i potenziamenti delle creature erano un ottimo potenziale per Bomberman mentre Danyon Carpenter e Al Manuel non lo trovarono abbastanza differente da quanto già visto nella versione per SNES da essere considerato meritevole. Un recensore di Next Generation, al contrario, si lamentò della troppa diversità dalla controparte per SNES e che i poteri dei canguri abbiano tolto "la bella semplicità dell'originale". Lo raccomandò comunque ad "ogni possessore di un Genesis con tre amici ed un multitap".